# Born to Be Bad (1950)
Born to Be Bad (bra: Alma Sem Pudor; prt: A Deusa do Mal) é um filme noir estadunidense de 1950, do gênero drama, dirigido por Nicholas Ray, e estrelado por Joan Fontaine, Robert Ryan e Zachary Scott. O roteiro de Edith Sommer, Charles Schnee, Robert Soderberg e George Oppenheimer foi baseado no romance "All Kneeling" (1928), de Anne Parrish.
A trama retrata a história de uma mulher que aparentemente é doce e inocente, mas esconde uma mente malévola e um coração frio, o que cria conflitos com seu amante.

## Sinopse
Christabel Caine (Joan Fontaine), uma órfã criada pela humilde tia Clara (Virginia Farmer) em uma pequena cidade da Califórnia, tem sua vida transformada quando seu tio, o editor John Caine (Harold Vermilyea), de São Francisco, oferece-lhe um emprego após a faculdade. Ela irá substituir a eficiente secretária de John, Donna Foster (Joan Leslie), que está prestes a se casar com o milionário Curtis Carey (Zachary Scott). Enquanto estuda, Christabel compartilha um apartamento com Donna, onde conhece Curtis, o pintor Gabriel "Gobby" Broome (Mel Ferrer), e o escritor Nick Bradley (Robert Ryan). Um romance floresce entre Christabel e Nick, porém, aos poucos, a mulher revela sua verdadeira natureza como uma grande manipuladora psicológica, cujo principal objetivo é roubar o noivo milionário de Donna.

## Elenco
- Joan Fontaine como Christabel Caine Carey
- Robert Ryan como Nick Bradley
- Zachary Scott como Curtis Carey
- Joan Leslie como Donna Foster
- Mel Ferrer como Gabriel "Gobby" Broome
- Harold Vermilyea como John Caine
- Virginia Farmer como Tia Clara Caine
- Kathleen Howard como Sra. Bolton
- Bess Flowers como Sra. Worthington

## Produção
Os títulos de produção foram "Christabel Caine", "All Kneeling" e "Bed of Roses". Embora os primeiros rascunhos do roteiro tenham sido aprovados pelo Escritório Hays, versões posteriores causaram objeções devido à "implicação de sexo ilícito tratado sem os devidos valores morais compensatórios". Não foram feitas alterações significativas na história, mas o roteiro foi finalmente aprovado em junho de 1949, assim como o final revisado em agosto de 1950.
A pré-produção do filme começou no final de 1945. Naquela época, William Pereira seria o produtor do filme, e Paul Stewart o dirigiria. Alan Marshal, que seria emprestado pela empresa de David O. Selznick, estava escalado para interpretar o protagonista masculino; e Marsha Hunt, uma atriz de destaque da Metro-Goldwyn-Mayer, faria um papel coadjuvante. Em meados de janeiro de 1946, Stewart foi removido de seu cargo como diretor, e John Sutton foi escalado para substituir Marshal. Além de Marshal e Sutton, outros atores considerados para o papel foram Ronald Reagan, David Niven, Dan Duryea, Vincent Price, George Sanders e Franchot Tone.
John Berry, diretor contratado da Paramount Pictures, foi escalado no final de fevereiro de 1946, e Henry Fonda foi anunciado como o novo protagonista masculino em meados de março de 1946. Edmund Goulding, John Hambleton e Shepard Traube também foram escalados para dirigir a produção antes que Nicholas Ray fosse finalmente escolhido em maio de 1949.
Em 1948, a estrela contratada da RKO Pictures, Gloria Grahame, estava sendo considerada para o papel principal do filme, mas foi rejeitada pelo chefe do estúdio, Howard Hughes, que então ordenou um adiamento indefinido na produção. Barbara Bel Geddes tornou-se então a atriz considerada para desempenhar o papel. Em 1949, Joan Fontaine foi anunciada como a atriz oficialmente escalada para o papel principal.
A RKO conseguiu Zachary Scott emprestado da Warner Bros. para a produção. Joan Leslie retornou às telas após uma ausência de dois anos para participar do filme.

## Recepção
Em uma crítica mista, Dennis Schwartz escreveu: "Nicholas Ray (Rebel Without a Cause/Johnny Guitar) desceu alguns níveis da sua obra ilustre ao aceitar dirigir esse melodrama pobre, mas elegantemente divertido. É aceitável como um filme rotineiro de Hollywood sobre Christabel Caine (Joan Fontaine), uma mulher maldosa e alpinista social ... [O filme] se move em círculos de banalidades melodramáticas com resultados previsíveis; mas Ray mantém todas as maldades a pleno vapor, desenhando assim um retrato feio sobre o estado emocional falido da vida social. Fontaine possui um desafio ao mudar da usual imagem de 'boa' heroína".
Craig Butler, por sua vez, deixou de lado a desconfiança ao assistir o filme, escrevendo: "Apesar de dificilmente poder ser considerado um grande filme, Born to Be Bad possui bastante diversão – se estiver disponível para um mal-intencionado, risível, exagerado melodrama. Bad tem pouco tempo a perder com sutilezas; está muito mais concentrado em celebrar sua protagonista 'menina má' e na apresentação de seu melodrama da forma mais operística possível ... Felizmente, as preocupações artísticas são deixadas para trás em Bad. É realmente o tipo de filme que se deve sentar, deixar questões de arte de lado e apenas desfrutar de sua diversão exagerada".

## Na cultura popular
Em 1973, o décimo terceiro episódio da sétima temporada do "The Carol Burnett Show" apresentou uma paródia do filme chamada "Raised to Be Rotten", com Carol Burnett como Christinabel, Ruth Buzzi como Darlene, Richard Crenna como Buck e Harvey Korman como Kirk.